# Консул Содружества
«Консул содружества» — первый роман Александра Зорича в жанре космической фантастики, в котором речь идет о буднях штурмовой пехоты. Зорич, о главном герое романа рассказывает следующее: «У меня есть друг, некто Сергей Г., который служил в Боснии, в украинском батальоне миротворческих сил ООН. Из него-то и вылупился мой Серж ван Гримм, нарочно занизивший свой IQ вдвое, чтобы попасть в штурмовую пехоту. Он отважен, обаятелен как животное и угоден богам. А был бы неугоден — убили бы на двадцатой странице. Там, в Содружестве, только так». Роман поступил в продажу в декабре 2002 года.

## Сюжет
Агрессивные кроверны, с которыми человечество столкнулось в ходе освоения Галактики могущественны и безжалостны. Космофлот Содружества терпит от них одно поражение за другим. Кроверны подвергают захваченные планеты глобальным климатическим преобразованиям. Из-за этого звездные колонии землян становятся полностью непригодными для жизни. По крайней мере, так утверждает официальная пропаганда Содружества. Инопланетные технологии значительно превосходят земные, а жестокость врага шокирует даже бывалых сержантов штурмовой пехоты.
Для того чтобы изучить психологию противника и спасти человечество от истребления, десантнику Сержу ван Гримму и капитану аналитической разведки Эверту Вальдо на борту рейдера «Юнгер» приходится отправиться на одну из планет, находящихся в сфере влияния кровернов.

## Главы романа
Глава 1. Рядовой второго класса

Глава 2. Аварийный контур

Глава 3. Мы чуть не съели лейтенанта

Глава 4. Я попадаю в Топ-10

Глава 5. Увольнение на Марс

Глава 6. Роман с психосканером

Глава 7. Сьюздаль, Китеж, Майкрософт

## Аудиокнига
Роман издан 1С-Паблишинг виде аудиокниге на одном CD и находится в продаже с 2008 года. Читает: Вадим Максимов. Время звучания:14 часов 32 минуты

## Издания
Александр Зорич. Консул Содружества. — М.: АСТ, 2007. — 446 с. — (Звездный лабиринт).

Александр Зорич. Консул Содружества. — М.: Центрполиграф, 2002. — 476 с. — (Миры Александра Зорича).